# فرودگاه شهرستان هات اسپرینگز
فرودگاه شهرستان هات اسپرینگز (به انگلیسی: Hot Springs Municipal Airport) یک فرودگاه همگانی بهره‌برداری هوایی است که یک باند فرود آسفالت دارد و طول باند آن ۱۳۷۳ متر است. این فرودگاه در کشور ایالات متحده آمریکا قرار دارد و در ارتفاع ۹۶۰ متری از سطح دریا واقع شده‌است.